# لودفيغ ويبر (مغني)
لودفيغ ويبر (بالألمانية: Ludwig Weber)‏ هو مغني ومغني أوبرا نمساوي، ولد في 29 يوليو 1899 في فيينا في النمسا، وتوفي بنفس المكان في 9 ديسمبر 1974.

## وصلات خارجية
- لودويغ ويبر على موقع IMDb (الإنجليزية)
- لودويغ ويبر على موقع مونزينجر (الألمانية)
- لودويغ ويبر على موقع ميوزك برينز (الإنجليزية)
- لودويغ ويبر على موقع قاعدة بيانات الأفلام السويدية (السويدية)
- لودويغ ويبر على موقع أول ميوزيك (الإنجليزية)
- لودويغ ويبر على موقع ديسكوغز (الإنجليزية)
- لودويغ ويبر على موقع كينوبويسك (الروسية)